# Dennis Morgan
Dennis Morgan (20 tháng 12 năm 1908 - 7 tháng 9 năm 1994) là một nam ca sĩ-diễn viên người Mỹ. Sinh ra với tên gọi là Earl Stanley Morner, ông đã sử dụng nghệ danh Richard Stanley trước khi sử dụng tên Dennis Morgan, cái tên mà ông đã đạt được sự nổi tiếng.

## Cuộc đời và sự nghiệp
Morgan sinh ra với tên khai sinh Earl Stanley Morner tại làng Prentice trong quận Price ở miền bắc Wisconsin, con trai của Grace J. (nhũ danh Vandusen) và Frank Edward Morner. Ông có gốc Thụy Điển từ người cha.
Ông ghi danh học ở Cao đẳng Carroll, nay có tên gọi là Đại học Carroll, tại Waukesha, Wisconsin là một thành viên của lớp tốt nghiệp thập niên 1930. Ông đã được tặng thưởng danh hiệu sinh viên xuất sắc Carroll năm 1983.
Sau khi chuyển đến Los Angeles, California, Morgan đóng vai chính trong vở kịch thời chiến  God Is My Co-Pilot và Captains of the Clouds, Ginger Rogers phản diện trong Kitty Foyle và Perfect Strangers, hài kịch Christmas in Connecticut, với Barbara Stanwyck và Sydney Greenstreet, và phiêu lưu nhạc kịch, The Desert Song.
Morgan là một nhân vật hàng đầu  ở hãng phim Warner Brothers trong năm 1940, diễn xuất với người bạn tốt nhất Jack Carson trong nhiều phim, một vài trong số đó là hình ảnh bạn thân "hai chàng trai". Đỉnh cao của anh là từ năm 1943 để năm 1949. 

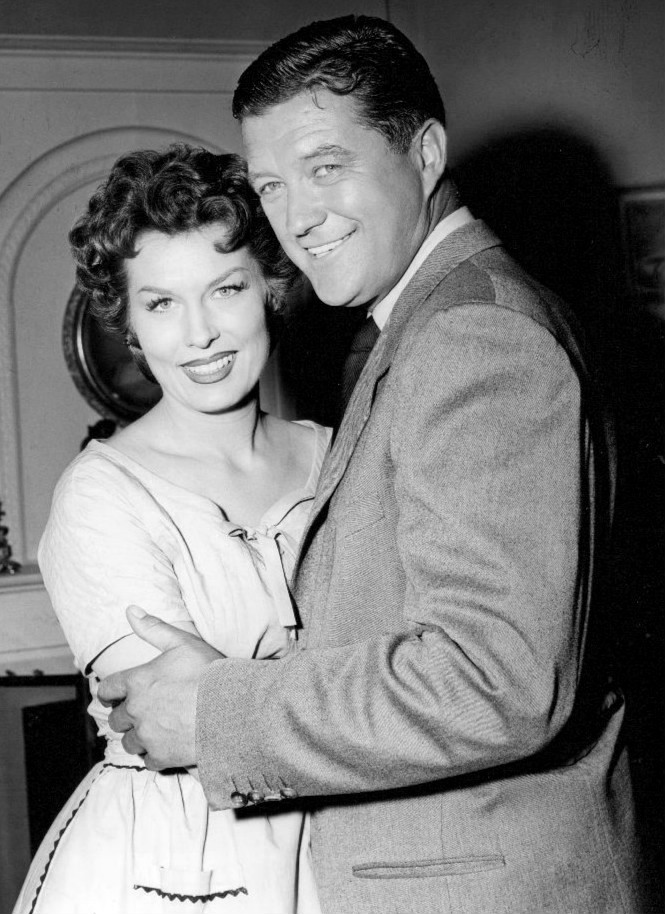
Jean Willes và Morgan (1955)

Anh diễn xuất trong một số vai phụ truyền hình trong những năm 1950, bao gồm cả loạt tự truyện tôn giáo ABC, Crossroads, trong tập năm 1955 "The Gambler" và vai thượng nghị sĩ trong một tập kịch, trong loạt phim "Stage 7" tựa "Press Conference" trong năm 1955. Anh đã chọn vào via Dennis O'Finn trong tập phim năm 1958 tập "Bull in a China Shop" trên Alfred Hitchcock Presents. Năm 1959, Morgan diễn xuất một vai người bình thường, Dennis Chase, trong mười một tập phim chính kịch hình sự, 21 Beacon Street, với Joanna Barnes và Brian Kelly.
Đến năm 1956, ông đã nghỉ đóng phim, nhưng vẫn làm thỉnh thoảng diễn xuất trên truyền hình trong vai Chad Hamilton trong tập phim năm 1962 "Source of Information" có thời gian ngắn ngủi của loạt phim chính kịch của tờ báo NBC, Saints and Sinners. Vào năm 1963, ông đóng vai bác Sĩ Clay Maitland trong "The Old Man and the City" trên The Dick Powell Theater của NBC. Năm 1968, anh vào vai Dennis Roberts trong tập "Bye, Bye, Doctor"  của hài kịch tình huống CBS, Petticoat Junction, và đã đóng một vai nhỏ như một hướng dẫn viên du lịch Hollywood trong hài kịch các ngôi sao hài Won Ton Ton, the Dog Who Saved Hollywood năm 1976. Lần diễn xuất cuối cùng của ông vào tháng 1 năm 1980, trong vai Steve Brian trong tập "Another Time, Another Place/Doctor Who/Gopher's Engagement" của The Love Boat của ABC. Jane Wyman và Audrey Meadows diễn xuất trong cùng một tập.
Trong năm 1983, Dennis Morgan, cùng với bạn đóng phim của mình, Jack Carson, người đã qua đời vào năm 1963, được vinh danh trong Sảnh danh vọng Nghệ sĩ Biểu diễn Wisconsin.
Ông qua đời năm 1994 vì bệnh hô hấp.